# Dimerium stromaticola
Dimerium stromaticola är en svampart som beskrevs av Petr. 1950. Dimerium stromaticola ingår i släktet Dimerium, klassen Dothideomycetes, divisionen sporsäcksvampar och riket svampar.   Inga underarter finns listade i Catalogue of Life.